# Krajské muzeum (Prešov)
Krajské muzeum v Prešově sídlí v prostorách Rákocziho paláce od roku 1956, postupně byla měněna jeho náplň a název. Původně vzniklo jako městské muzeum u příležitosti 700. výročí první písemné zmínky v roce 1947 v budově "Kumštu". V současném období jsou v jeho budovách umístěny historické expozice, které podávají návštěvníkům ucelený pohled na historický vývoj města a regionu spolu s tradiční lidovou kulturou. Budova Rákociho paláce a jeho technické vybavení je národní kulturní památka v rejstříku ÚZPF pod č. 3256/1.

## Budova muzea - Rákocziho palác[1]
- Vznikl přebudováním dvou měšťanských domů, přičemž jeden z nich patřil knihkupci Gašparovi Güttlerovi[2]
- Koupit a přebudovat jej na reprezentativní palác se rozhodl Žigmund Rákoci
- Přebudování proběhlo začátkem 17. století. Došlo při něm k dotvoření charakteristické fasády s okny v arkýřích. Fasáda byla zakončena atikou, která byla složena z kombinací štítků, obloučků a slepých arkád
- Přebudováním vznikl palác, který byl v té době považován za nejkrásnější stavbu v Horních Uhrách
- 1633 - v tomto roce proběhla v paláci jednání mezi zástupci sedmihradského knížete Juraje I. Rákociho a císaře Ferdinanda II., jejichž výsledkem bylo podepsání tzv. prešovského míru
- 1701 - v dubnu toho roku byl v paláci vězněn habsburskými úřady František II. Rákóci, což bylo důsledkem vyzrazení plánů na nové protihabsburgovské povstání
- Později během stavovského povstání je palác rezidencí vůdce povstání
- 1711 - po potlačení povstání je palác zkonfiskován a střídá majitele
- 18. století - přestavba dvorního křídla v barokním slohu
- 19. století - budova měla několik vlastníků, kteří si prostory přizpůsobovali na obchodní a dílenské účely
- 20. století - v letech 1950–1956 proběhla rekonstrukce paláce, která vrátila paláci původní renesanční podobu. Podařilo se při ní obnovit původní grafitové ornamenty s rostlinnými motivy
- 1956 - po ukončení rekonstrukcí v něm sídlí nepřetržitě muzeum, které měnilo náplň, expozice a název

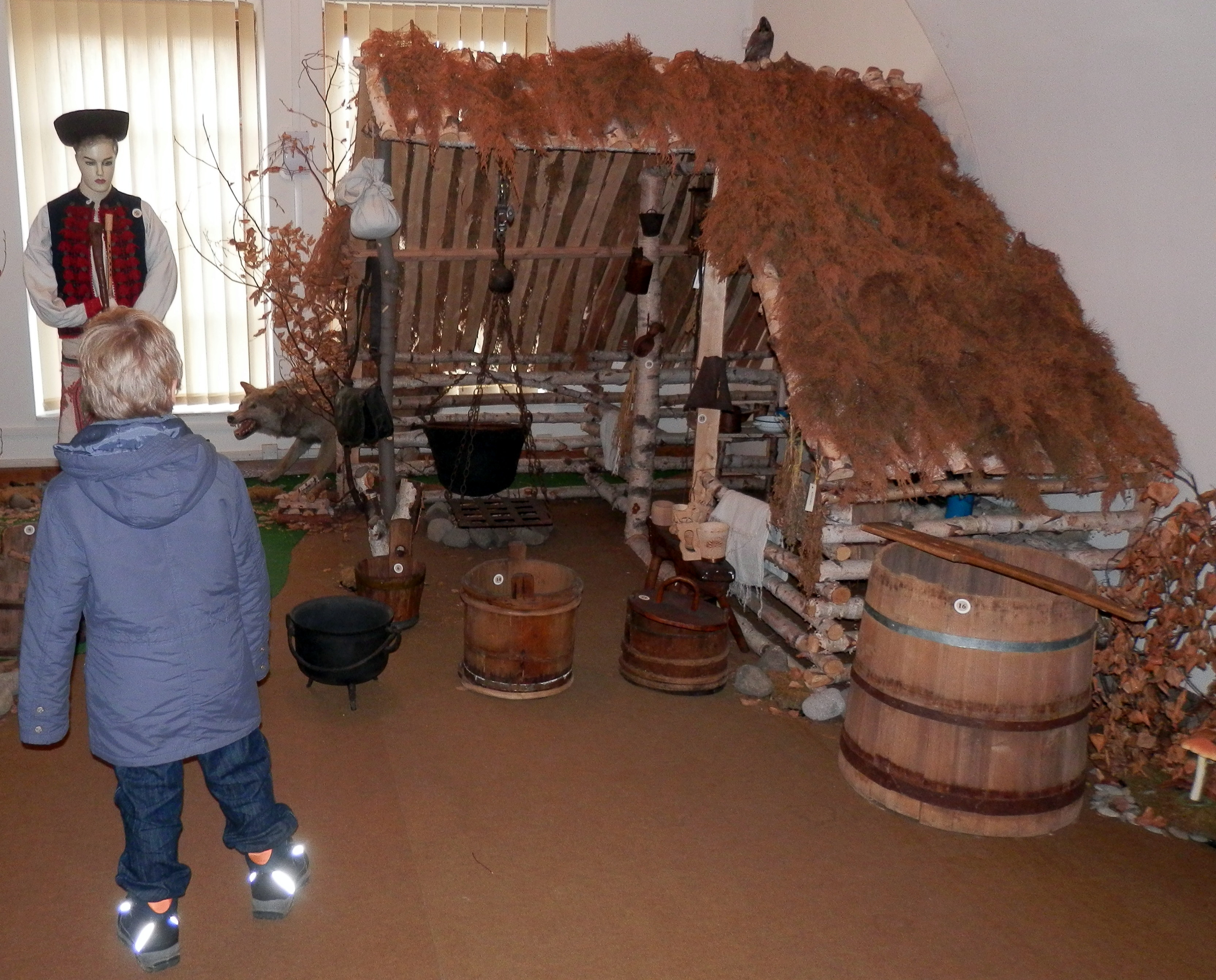
Interiér muzea

## Historie muzea
- Již v meziválečném období byly snahy zřídit muzeum
- 1945 - vznik muzea, které mělo statut městského muzea
- 1947 - u příležitosti 700. výročí první písemné zmínky o Prešově (1247) byla v budově Kumštu, v jedné z bašt městského opevnění, instalovaná první výstava o historii města
- 1950 - získává statut krajského muzea, avšak v chodu let mění jak expozice tak i názvy
- 1999 - muzeum je opět nazváno jako Krajské muzeum
- 2009 - k 30. prosinci muzeum evidovalo 115 312 ks sbírkových předmětů, 28 241 ks z nich bylo přírodovědných, 76 565 ks společenskovědních a 11 089 technických
- Muzeum je členem Svazu muzeí na Slovensku[3]

## Expozice muzea
- Neživá příroda (od roku 2014)
- Dějiny Prešova od 9. století do 19. století
- Historický nábytek a interiérové doplňky
- Historické zbraně
- Historické hodiny
- Mikuláš Moyzes
- Sto let korunové měny
- Soľnobanská krajka
- Z pokolení na pokolení
- Salašnictví na Šariši
- Z dějin hasičstva na Slovensku

## Pobočky muzea
- Literární tradice východního Slovenska v Župčanech[4]
  - Zámeček v Župčanech
  - Vznikla díky akviziční činnosti Imricha Sedláka[5] a věnovaná je zejména Jonáši Záborskému a dalším literárním osobnostem regionu
  - Sbírka obsahuje 6 717 ks sbírkových předmětů
- Galerie lidové plastiky v Sabinově jako externí expozice věnovaná tvorbě Pavla Šarišského a jeho následníků[6]
  - Adresa: Galerie lidové plastiky, ul. Míru č. 2, 083 01 Sabinov